# ATP Lyon Open 2021
ATP Lyon Open 2021 — тенісний турнір, що проходив на ґрунтових кортах у місті Ліон, Франція з 17 до 23 травня. Належав до категорії ATP 250.

## Фінальна частина

### Одиночний розряд
Стефанос Ціціпас —  Камерон Норрі 6–3, 6–3

### Парний розряд
Юго Нис /  Тім Пюц —  П'єр-Юг Ербер /  Ніколя Маю 6–4, 5–7, [10–8]